# El Valle (Carreño)
El Valle es una parroquia asturiana del concejo de Carreño, en el norte de España. Cuenta con una superficie de 7,03 kilómetros cuadrados en los que habitan 245 personas según los datos del INE en 2021. Limita al norte con la parroquia de Logrezana, al este con la de Quimarán, al sur con las de Serín y San Andrés de los Tacones ambas en el vecino concejo de Gijón y por último al oeste con Ambás.
Cuenta con las entidades de población de Cueto (El Cuitu), Fuentefría (Fontefría), Lacín (Llacín), La Maquila, La Mata, Nozalín, El Palacio, Ramos, Santa Eulalia (Santolaya), Sierra, Sopeña (Sopeñes), Torre, Vega y Xianes (Xanes).